# Drapac Porsche Development Program/2007
Deze pagina geeft een overzicht van de wielerploeg Drapac-Porsche Development Program in 2007.
| Naam             | Geboortedatum | Nationaliteit       | Ploeg 2006      |
| ---------------- | ------------- | ------------------- | --------------- |
| Mitchell Docker  | 02-10-1986    | Australië           |                 |
| Damion Drapac    | 29-11-1988    | Australië           | Neo             |
| Pip Grinter      | 29-02-1988    | Australië           | Neo             |
| Darren Lapthorne | 04-03-1983    | Australië           |                 |
| Robert McLachlan | 17-04-1971    | Australië           |                 |
| Casey Munro      | 24-01-1985    | Australië           | Neo             |
| Adam Murchie     | 09-09-1977    | Australië           |                 |
| Mark O'Brien     | 16-09-1987    | Australië           | Neo             |
| Stuart Shaw      | 19-11-1977    | Australië           |                 |
| Tom Southam      | 28-05-1981    | Verenigd Koninkrijk | Team Barloworld |
| Daniel Thorsen   | 26-11-1986    | Australië           |                 |
| Phillip Thuaux   | 09-07-1979    | Australië           |                 |
| Robbie Williams  | 25-06-1985    | Australië           | Neo             |
| Dean Windsor     | 09-09-1986    | Australië           |                 |

2006 · 2007 (baan) · 2007 · 2008 · 2009 · 2010 · 2011 · 2012 · 2013 · 2014 · 2015 · 2016